# کراتوس (آلبوم ویکس)
کراتوس سومین مینی آلبوم ویکس و آخرین بخش از پروژهٔ کانسپشن ۲۰۱۶ همراه با زلوس و هادس می‌باشد. این آلبوم ۳۱ اکتبر ۲۰۱۶ زیرنظر کمپانی جلی‌فیش با آهنگ اصلی «نزدیک‌تر» منتشر شد.

## زمینه و انتشار
"برای هر آهنگ، یک اسطورهٔ متفاوت پدیدار می‌شود. ما تمام تلاشمان را
می‌کنیم تا استیج و آهنگی بسازیم تا با آن‌ها همخوانی داشته باشد." 

ویکس در مجلهٔ ماه می Singles
در ۲۹ مارس ۲۰۱۶، جلی‌فیش آرت فیلمی از پروژهٔ کانسپشن منتشر کرد. که به منزلهٔ شروع این پروژه بود. در این پروژه، ویکس جنبهٔ مفهومی خود را که همراه با اساطیر یونانی بود به همگان نشان داد. اینستاگرام رسمی هم برای این پروژه ساخته شد. ۱۰ آوریل، ویکس تریلری از پروژه منتشر کرد. در ۹ روز بعد در ۱۹ آوریل، زلوس که راجع به اسطورهٔ یونانی با نام زلوس بود، منتشر شد. در ۱۲ آگوست، دومین آلبوم با عنوان هادس منتشر شد. که راجع به هادس، خدای دنیای مردگان می‌باشد.
در ۹ اکتبر، ویکس اعلام کرد که سومین پارت پروژه با نام کراتوس منتشر خواهد شد. که راجع به کراتوس، خدای قدرت و شخصیت است. در ۱۶ اکتبر ویکس تیزرهایی را برای آلبوم منتشر کرد. در ۲۰ اکتبر، ویکس کانسپت فیلم آلبوم را در نیور مشخص کرد و نام آهنگ اصلی را اعلام کرد و در روز بعد هم لیست آهنگ‌های آلبوم را اعلام کرد. در ۲۴ اکتبر، ویکس خلاصه‌ای از تمام آهنگ‌ها منتشر کرد. همین‌طور اعلام شد که آلبوم در دو نسخهٔ عادی و کینو منتشر خواهد شد. نسخهٔ عادی شامل یک سی‌دی، فوتوبوک ۶۸ صفحه‌ای، فوتوکارد، پوستر و یک فیلم هولوگرام می‌شود در حالی که نسخهٔ کینو دارای یک کینو کارد، پست کارد همراه با یک عکس پرینت گرفته شده، ۳۰ فوتوکارد و یک پوستر است. از ۲۴ اکتبر تا ۲۷ اکتبر تریلرهای جداگانه‌ای برای هریک از اعضا با کانسپت‌هایی منحصر به فرد منتشر شد. در ۲۸ اکتبر تیزری از موزیک ویدیو منتشر شد. نهایتاً ۳۱ اکتبر آلبوم همراه با موزیک ویدیو با عنوان «نزدیک‌تر» منتشر شد.
کراتوس در جایگاه دوم آلبوم‌های گائون، جایگاه پنجم چارت پنج موسیقی کره‌ای در تایوان و در چارت آلبوم‌های جهانی بیلبورد قرار گرفت. آهنگ اصلی این آلبوم در جایگاه ۸ چارت دیجیتال گائون و جایگاه ۱۴ آهنگ‌های دیجیتال جهانی بیلبورد قرار گرفت. این آلبوم در ماه اکتبر در حدود ۵۷۴۵۶ نسخه فروخت.

## آهنگسازی
این آلبوم شامل پنج آهنگ و یک بی‌کلام می‌شود. آهنگ اصلی با عنوان «نزدیک‌تر» توسط کیم می‌جین و راوی نوشته و توسط کانال دیواین آهنگسازی شده‌است. آهنگ دوم با عنوان «ناامید» توسط مافلی، پارک ووهیون نوشته و توسط اریک لیدبوم و ملودیزاین ساخته شده‌است. سومین آهنگ با نام «ستارۀ دنباله‌دار» توسط مافلی، کی فلای و راوی نوشته و توسط سایمون جانلوف، ام‌ال‌سی و چو یونگ‌هو ساخته شده‌است. ترک چهارم با عنوان «شب بخیر و صبح بخیر» توسط راوی ساخته و نوشته شده‌است. ترک پنجم با نام «این عشق تمومه» توسط راوی و لئو نوشته و توسط لئو آهنگسازی شده‌است.

## پروموشن
ویکس پروموشن خود را از ۳۱ اکتبر با شوکیسی آغاز کرد که در پی آن در برنامه‌های متفاوتی شرکت کرد. ویکس اولین برد خود را در ۸ نوامبر داشت. در ۲۰ نوامبر ویکس پروموشن سه هفته‌ای خود را با حضور در اینکیگایو به پایان رساند.

## لیست آهنگ‌ها
※ آهنگ پررنگ شده، آهنگ اصلی آلبوم می‌باشد.
| شماره      | نام                               | سراینده                      | آهنگساز                          | مدت   |
| ---------- | --------------------------------- | ---------------------------- | -------------------------------- | ----- |
| ۱.         | «نزدیک‌تر»                         | کیم می‌جین (موزیک کیوب)، راوی | کانال دیواین                     | ۳:۴۵  |
| ۲.         | «ناامید»                          | مافلی، پارک ووهیون، راوی     | اریک لیدبوم، ملودیزاین           | ۳:۳۱  |
| ۳.         | «ستارۀ دنباله‌دار»                 | مافلی، کی فلای، راوی         | سایمون جانلوف، ام‌ال‌سی، چو یونگ‌هو | ۳:۲۸  |
| ۴.         | «شب بخیر و صبح بخیر»              | راوی                         | راوی                             | ۳:۱۷  |
| ۵.         | «این عشق تمومه» (로맨스는 끝났다) | لئو، راوی                    | لئو                              | ۳:۴۱  |
| ۶.         | «نزدیک‌تر» (بی‌کلام)                |                              | کانال دیواین                     | ۳:۴۵  |
| مجموع مدت: | مجموع مدت:                        | مجموع مدت:                   | مجموع مدت:                       | ۲۲:۰۰ |

## نامزدی‌ها و جوایز

### جوایز
| سال  | جایزه                  | دسته      | گیرنده                              | نتیجه    |
| ---- | ---------------------- | --------- | ----------------------------------- | -------- |
| ۲۰۱۶ | جوایز پاپ آسیای اِس‌بی‌اِس | آلبوم سال | مفهوم سه‌گانه (زلوس و هادس و کراتوس) | نامزدشده |

### جوایز برنامه‌های موسیقی
| آهنگ      | برنامه‌ی موسیقی | تاریخ         |
| --------- | -------------- | ------------- |
| "نزدیک‌تر" | د شو           | ۸ نوامبر ۲۰۱۶ |

## نمودار عملکرد
| نمودار                             | وضعیت در نمودار | فروش                        |
| ---------------------------------- | --------------- | --------------------------- |
| کره جنوبی (جدول آلبوم‌های گائون)    | ۲               | - کره: ۹۷,۱۷۶ - ژاپن: ۱,۷۸۵ |
| ژاپن (جدول هفتگی آلبوم‌های اوریکون) | ۴۸              | - کره: ۹۷,۱۷۶ - ژاپن: ۱,۷۸۵ |
| جدول هفتگی آلبوم تایوان            | ۵               | - کره: ۹۷,۱۷۶ - ژاپن: ۱,۷۸۵ |
| بیلبورد (جهانی آمریکا)             | ۵               | - کره: ۹۷,۱۷۶ - ژاپن: ۱,۷۸۵ |

## تاریخ انتشار
| منطقه         | تاریخ         | فرمت                  | کمپانی        |
| ------------- | ------------- | --------------------- | ------------- |
| کره جنوبی     | ۳۱ اکتبر ۲۰۱۶ | سی دی، دانلود دیجیتال | جلی‌فیش ، سی‌جِی |
| در سراسر جهان | ۳۱ اکتبر ۲۰۱۶ | دانلود دیجیتال        | جلی‌فیش        |